# Azat Miftachov
Azat Fanisovitj Miftachov, född 1993 i Ryssland, är en tatarisk-rysk matematiker, dömd för vandalism mot det regerande partiet Enade Ryssland.
Hans arrestering var en av anledningarna till bojkotten av internationella matematikerkongressen 2022.